# Olivier Sarr
Olivier Sarr (Niort, 20 febbraio 1999) è un cestista francese.

## Statistiche

### NCAA
| Anno      | Squadra           | PG  | PT | MP   | TC%  | 3P%  | TL%  | RP  | AP  | PRP | SP  | PP   |
| --------- | ----------------- | --- | -- | ---- | ---- | ---- | ---- | --- | --- | --- | --- | ---- |
| 2017-2018 | W.F. Dem. Deacons | 30  | 0  | 15,1 | 34,8 | 25,0 | 60,0 | 3,0 | 0,4 | 0,3 | 0,7 | 3,2  |
| 2018-2019 | W.F. Dem. Deacons | 25  | 16 | 21,7 | 47,4 | 25,0 | 70,5 | 5,5 | 0,5 | 0,4 | 1,0 | 6,2  |
| 2019-2020 | W.F. Dem. Deacons | 30  | 15 | 26,7 | 52,7 | 14,3 | 76,1 | 9,0 | 0,9 | 0,4 | 1,2 | 13,7 |
| 2020-2021 | Kentucky Wildcats | 25  | 25 | 25,1 | 47,0 | 44,4 | 79,1 | 5,2 | 1,3 | 0,4 | 1,2 | 10,8 |
| Carriera  | Carriera          | 110 | 56 | 22,0 | 47,6 | 31,1 | 74,0 | 5,7 | 0,8 | 0,4 | 1,0 | 8,5  |

#### Massimi in carriera
- Massimo di punti: 30 vs Notre Dame (29 febbraio 2020)[1]
- Massimo di rimbalzi: 17 vs Notre Dame (29 febbraio 2020)
- Massimo di assist: 4 (2 volte)
- Massimo di palle rubate: 4 vs North Carolina A&T (21 dicembre 2019)
- Massimo di stoppate: 5 vs North Carolina-Charlotte (17 novembre 2019)
- Massimo di minuti: 38 vs Richmond (29 novembre 2020)

### NBA

#### Regular Season
| Anno      | Squadra          | PG | PT | MP   | TC%  | 3P%  | TL%  | RP  | AP  | PRP | SP  | PP  |
| --------- | ---------------- | -- | -- | ---- | ---- | ---- | ---- | --- | --- | --- | --- | --- |
| 2021-2022 | Oklahoma Thunder | 22 | 2  | 19,1 | 57,4 | 44,8 | 82,8 | 4,2 | 0,9 | 0,3 | 0,7 | 7,0 |
| 2022-2023 | Oklahoma Thunder | 9  | 1  | 12,7 | 50,0 | 12,5 | 71,4 | 3,4 | 0,4 | 0,1 | 0,6 | 4,0 |
| 2023-2024 | Oklahoma Thunder | 15 | 0  | 6,5  | 57,9 | 33,3 | 66,7 | 2,4 | 0,1 | 0,0 | 0,5 | 2,3 |
| Carriera  | Carriera         | 46 | 3  | 13,8 | 56,0 | 37,2 | 76,5 | 3,5 | 0,5 | 0,2 | 0,6 | 4,8 |

#### Massimi in carriera
- Massimo di punti: 24 vs Phoenix Suns (3 aprile 2022)[2]
- Massimo di rimbalzi: 15 vs Memphis Grizzlies (9 aprile 2023)
- Massimo di assist: 3 vs Charlotte Hornets (14 marzo 2022)
- Massimo di palle rubate: 2 vs Portland Trail Blazers (28 marzo 2022)
- Massimo di stoppate: 2 (8 volte)
- Massimo di minuti: 42 vs Memphis Grizzlies (9 aprile 2023)

### G League
| Anno       | Squadra       | PG | PT | MP   | TC%  | 3P%  | TL%  | RP   | AP  | PRP | SP  | PP   |
| ---------- | ------------- | -- | -- | ---- | ---- | ---- | ---- | ---- | --- | --- | --- | ---- |
| 2021-2022  | Oklahoma Blue | 23 | 2  | 15,7 | 52,4 | 33,3 | 78,6 | 5,7  | 1,1 | 0,3 | 0,5 | 7,7  |
| 2022-2023  | Oklahoma Blue | 12 | 7  | 24,9 | 57,0 | 44,0 | 55,6 | 8,8  | 2,2 | 0,5 | 2,4 | 12,8 |
| 2023-2024† | Oklahoma Blue | 18 | 18 | 28,2 | 54,0 | 30,0 | 78,9 | 13,1 | 2,1 | 0,8 | 2,3 | 14,0 |
| Carriera   | Carriera      | 53 | 27 | 22,0 | 54,3 | 34,8 | 73,8 | 8,9  | 1,7 | 0,5 | 1,5 | 11,0 |